# Dolmen von Can Boquet
Der Dolmen von Can Boquet, auch Roca d’en Toni genannt, wahrscheinlich weil der Grundbesitzer nach den Aufzeichnungen des 19. Jahrhunderts Toni Puig hieß, ist eine Megalithanlage. Sie befindet sich westlich von Cabrils am Fuße des Cerro de en Rumpons. Es ist die bekannteste Megalithanlage in der Comarca Maresme, nordöstlich von Barcelona in Katalonien in Spanien.
Es ist ein Galeriegrab des katalanischen Typs, mit einer kleinen viereckigen Kammer und einem Gang aus Granitplatten. Erhalten sind drei Platten des Ganges und die ganze von einem einzigen großen seitlich und hinten weit überstehenden Deckstein bedeckte Kammer. Vom Hügel und seiner Einfassung gab es bis 1920 noch deutlichere Spuren. 
Historiker datieren die Anfang des 20. Jahrhunderts ausgegrabene Galerie auf 2200 bis 1800 v. Chr. Es erfolgten weitere Ausgrabungen durch Pere Bosch i Gimpera (1891–1974) und 1982 durch Josep Castells. Funde wurden nur bei der ersten Grabung gemacht. 
Während Bauarbeiten in der Schutzumgebung wurden eine Votiv-Flöte, Reste eines Herdes, Fragmente von Keramik und ein Stück Feuerstein gefunden.
In der Nähe steht der Menhir Cal Camat und liegen die Els Recers und die Rocs d’en Sardinyà.